# Gordon's Gin
Gordon's é uma marca de gin seco de Londres produzida pela primeira vez em 1769. Os principais mercados da Gordon's são (em ordem decrescente) o Reino Unido, os Estados Unidos e a Grécia. É propriedade da empresa britânica de bebidas alcoólicas Diageo e, no Reino Unido, é feito na Destilaria Cameron Bridge em Fife, Escócia (embora os aromas possam ser adicionados em outros lugares).  É o gin seco de Londres mais vendido do mundo. Gordon's tem sido o gim número um do Reino Unido desde o final do século XIX. Uma versão 40% ABV para o mercado norte-americano é destilada no Canadá.

## História

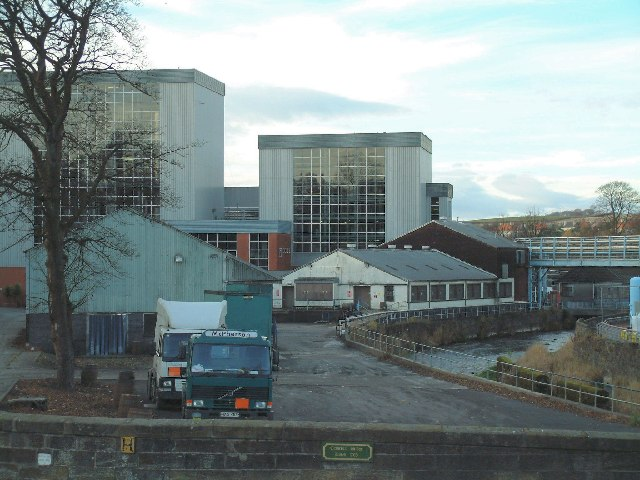
A Destilaria Cameron Bridge, na Escócia, onde o Gordon's é produzido

London Dry Gin de Gordon foi desenvolvido por Alexander Gordon, um londrino de ascendência escocesa. Ele abriu uma destilaria na área de Southwark em 1769, mais tarde se mudando em 1786 para Clerkenwell. O Special London Dry Gin que ele desenvolveu provou ser um sucesso, e sua receita permanece a mesma até hoje.  Sua popularidade com a Marinha Real viu garrafas do produto distribuídas em todo o mundo.
Em 1898, Gordon & Co. fundiu-se com Charles Tanqueray &amp; Co. para formar a Tanqueray Gordon & Co. Toda a produção foi transferida para o local da Gordon's Goswell Road. Em 1899, Charles Gordon morreu, encerrando a associação da família com o negócio.
Em 1904, foi lançada a distinta garrafa verde de face quadrada para o mercado doméstico. Em 1906, Gordon's Sloe Gin entrou em produção. A primeira evidência nos livros de receitas para a produção do Velho Tom Especial de Gordon foi em 1921.
Em 1922, a Tanqueray Gordon & Co. foi adquirida pela Distillers Company. Em 1924, a Gordon's iniciou a produção de uma linha de coquetéis shaker 'Prontos a Servir', cada um em uma garrafa de shaker individual.
Em 1925, Gordon's recebeu seu primeiro Mandado Real do Rei George V. Em 1929, a Gordon's lançou um gim de laranja seguido por uma variedade de limão em 1931.
Em 1934, Gordon's abriu sua primeira destilaria nos Estados Unidos, em Linden, New Jersey.
Em 1962, pelo menos, era o gim mais vendido do mundo.
Em 1984, a produção britânica foi transferida para Laindon em Essex. Em 1998, a produção foi transferida para Fife na Escócia, onde permanece até hoje.
Cada rótulo e tampa de garrafa do gim de Gordon traz a representação de um javali. De acordo com a lenda, um membro do Clã Gordon salvou o rei da Escócia do animal enquanto caçava.

## Produtos

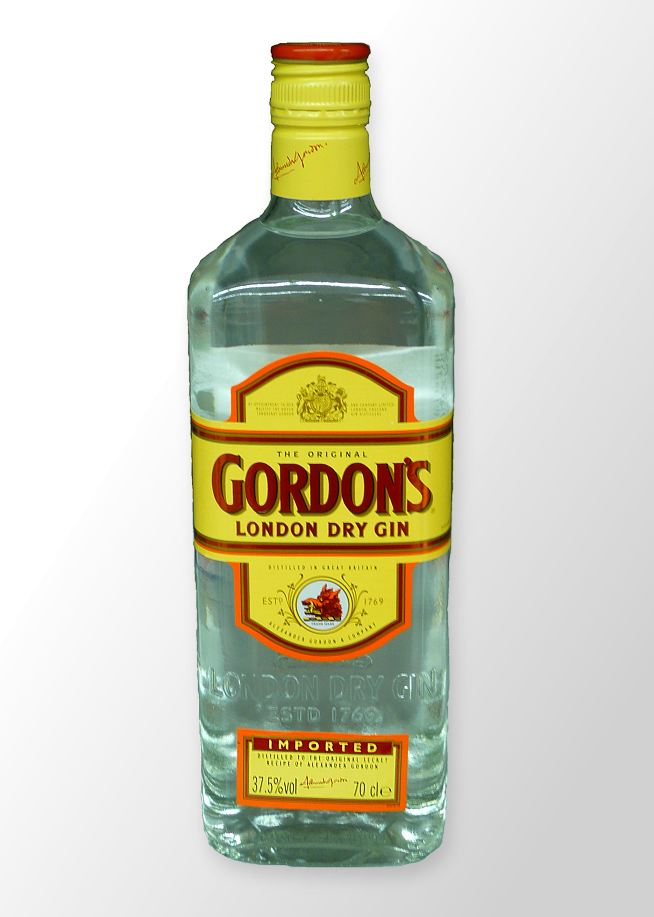
Uma garrafa de exportação de Gordon's London Dry Gin

De acordo com o fabricante, o gin Gordon's é triplamente destilado e contém bagas de zimbro, sementes de coentro, raiz de angélica, alcaçuz, raiz de orris, laranja e casca de limão, embora a receita exata permaneça um segredo bem guardado desde 1769. Ele diferia de outros na época por não adicionar açúcar, o que o tornava um gim "seco". Demora dez dias de destilação depois de receber o trigo para criar um produto acabado de uma garrafa de Gin Gordon.
No Reino Unido, o Gordon's é vendido em uma garrafa de vidro verde, mas nos mercados de exportação, é vendido em uma garrafa transparente. Algumas lojas duty-free de aeroportos vendem em garrafas plásticas no tamanho 75cl.
Gordon's é vendido em várias dosagens diferentes, dependendo do mercado. Nos EUA, a força é de 40% ABV. Até 1992, o ABV no Reino Unido era de 40%, mas foi reduzido para 37,5% para alinhar o gin Gordon's com outras bebidas brancas, como rum branco e vodka, e também reduzir os custos de produção (as outras marcas líderes de gin no Reino Unido, Beefeater gin e Bombay Sapphire, são ambas 40% ABV no Reino Unido). Na Europa continental e em algumas lojas duty-free, uma versão ABV 47,3% (Traveller's Edition) está disponível além da 37,5%, enquanto na Nova Zelândia e Austrália, a partir de 2011, é vendida a 37,2% ABV, e na África do Sul, é 43% ABV.
Além da linha de produtos principal, a Gordon's também produz um gin de abrunho ; uma vodka (apenas EUA e Venezuela), duas variantes alcopop, Space e Spark; três variantes de licor de vodka, Cranberry, Parchita e Limon (somente Venezuela) e um gin e tônico pré-misturado em lata, bem como Gordon's e Grapefruit em lata (500ml - somente Rússia).
Em 11 de fevereiro de 2013, a Gordon's anunciou o lançamento do Gordon's Crisp Cucumber, um gim com sabor, que mistura o gim original com o sabor do pepino. No início de 2014, a Gordon's Elderflower foi adicionada à sua coleção de gin "com sabor" e é feita da mesma maneira, com um aroma natural de sabugueiro adicionado à receita original.
Em agosto de 2017, a Gordon's começou a vender Gordons Pink, um gin de cor rosa aromatizado com vários tipos de frutas vermelhas.
Em fevereiro de 2020, a Gordon's lançou dois novos sabores em limão e pêssego.
Em abril de 2020, foi anunciado que a Gordon's estava lançando um gin com sabor de laranja.

### Produtos descontinuados

#### Gins
- Old Tom Gin especial de Gordon (1921–1987)[4]
- Orange Gin (1929–1988, 2020–)
- Lemon Gin (1931–1988, 2020–)
- Gim de menta (apenas nos EUA)
- Gordon's Distiller's Cut - uma versão luxuosa do gin, lançado em 2004, com ingredientes botânicos adicionais de capim-limão e gengibre.

#### Coquetéis shaker
Uma variedade de bebidas pré-misturadas:
- (1924–1967) Fifty-Fifty, Martini, Dry Martini, Perfect, Piccadilly, seguido por Manhattan, San Martin, Dry San Martin e Bronx.[4]
- (1930–1967) Rose, Paradise and Gimlet 1930-1967.
- (1924–1990) Martini Seco / Extra Seco

#### Outros produtos
- Finest Olda Jamaica Rum
- Orange Bitters (feito de laranjas de Sevilha)

## Na cultura popular

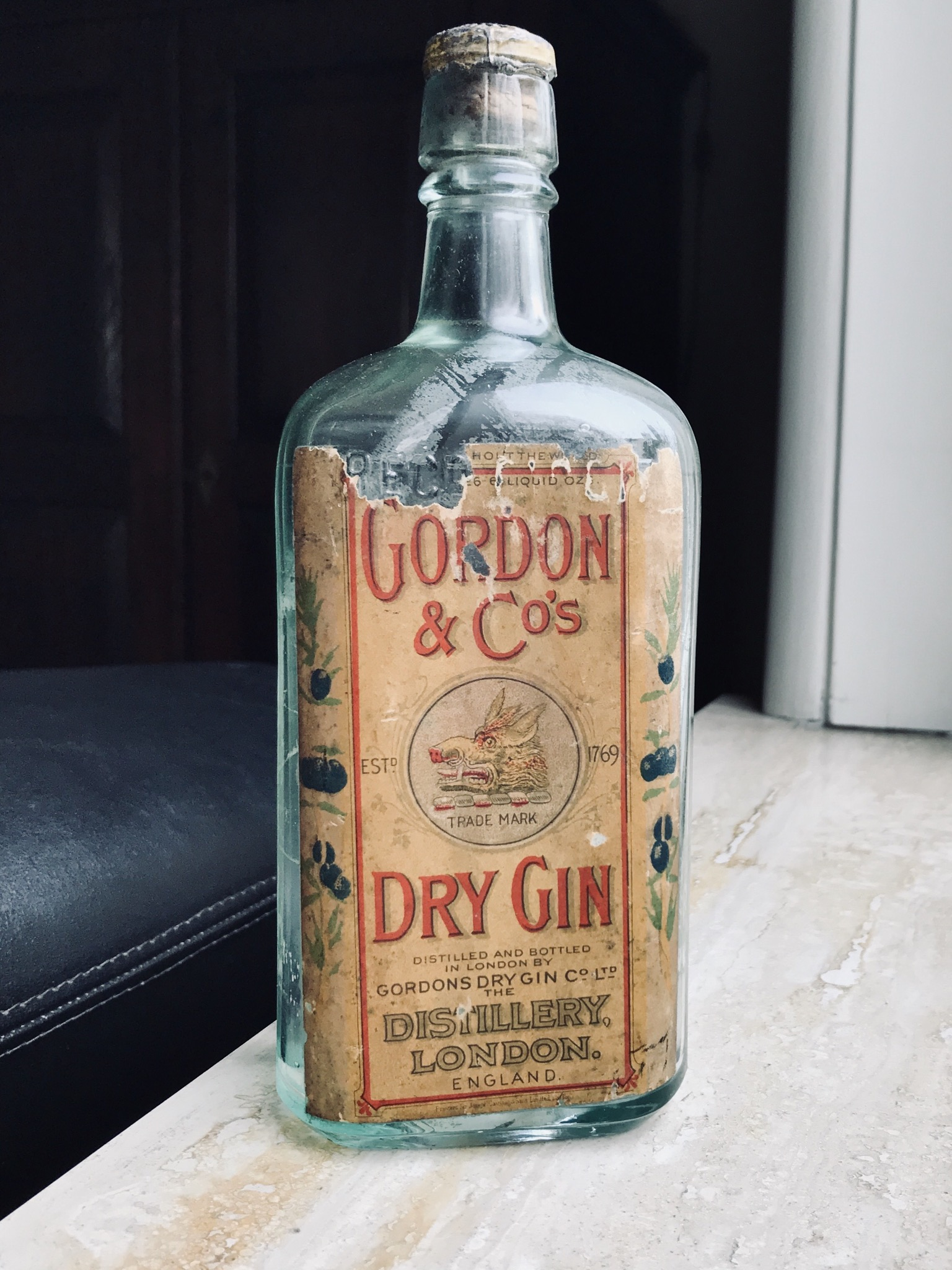
Garrafa de Gordon's Gin de 1912

Gordon's Gin é especificado pelo nome na receita do Coquetel Vesper dada por James Bond no romance de Ian Fleming, Casino Royale, de 1953.
Gordon's era o gin favorito de Ernest Hemingway, que ele afirmava poder "fortificar, abrandar e cauterizar praticamente todas as lesões internas e externas".
No filme A Rainha Africana, Katharine Hepburn, a personagem despeja as garrafas de Gordon de Humphrey Bogart no rio e flutua para longe dos vazios.
No 14º episódio da série de anime Transformers: Super God Masterforce, no final do episódio, um paciente de hospital revela que enfiou uma garrafa de Gordon's Gin e o rótulo estava nas cores de exportação.
No filme The Sting, o personagem de Paul Newman bebe Gordon's Gin enquanto joga cartas com o personagem de Robert Shaw.
No filme The Big Heat, a personagem de Gloria Grahame mistura um coquetel com Gordon's Gin.
De acordo com o relato de uma testemunha ocular citado em A Night to Remember (livro) de Walter Lord, um passageiro do RMS Titanic "esvaziou" uma garrafa de Gordon's Gin e sobreviveu ao naufrágio.
No clássico infantilDanny, o Campeão do Mundo de Roald Dahl, o personagem principal e seu melhor colega de escola sem querer pegam o diretor enchendo o que eles sempre pensaram ser um copo d'água de uma garrafa de Gordon's Gin. Os dois meninos discutem o assunto em particular depois e concordam em não falar que o homem é alcoólatra, já que o diretor sempre foi bom para eles.